# 薩伏依的瑪麗亞·皮婭
薩伏依的瑪麗亞·皮婭（義大利語：Maria Pia di Savoia，1934年9月24日—），義大利末代國王翁貝托二世的長女。

## 家庭
1955年，瑪麗亞·皮婭與南斯拉夫的亞歷山大結婚，兩人共有3子1女：
1. 德米特里（英语：Prince Dimitri of Yugoslavia）（1958年—）
2. 米歇爾（英语：Prince Michael of Yugoslavia）（1958年—）
3. 瑟吉奧（1963年—）
4. 海倫（1963年—）

兩人於1967年離婚。2003年，瑪麗亞·皮婭與波旁-帕爾馬的米歇爾結婚，兩人沒有子女。